# 三河屋
三河屋（みかわや）は、商号及び屋号の一つ、または、酒類、味噌、醤油、酢など醸造された食品、及び関連する商品を販売する小売店（一般に酒屋と呼ばれる小売業態の規模の大きめな店）の俗称として用いられる場合が多く、主に江戸時代から昭和期にかけて使われた。
最近でもテレビアニメ「サザエさん」の中に見ることができ、特定の地方では今でも代名詞的に使用されている。

## 代名詞としての三河屋
一般的には醸造されたものを扱う店（一般に酒屋と呼ばれる）の俗称である。酒などを扱うことから、ジュースなどの清涼飲料水、牛乳などの飲料全般、調味料、乾物などの食品を扱う店も多い。
1960年代まで、味噌や醤油といった食品は現今のようなパッケージではなく、店内に樽が置かれて量り売られていたのも特徴である。
同様に固有商号に見えるものが、特定業種の代名詞として使われる例としては、呉服関係の「越後屋」（現三越の創業時の商号も「越後屋」であった）や花火の「玉屋」などがある。

### 歴史
その由来は江戸時代の十組問屋に起因する。味噌、醤油等を江戸市中で扱っていた組合であるが、醸造業の盛んな三河出身者が多かった為、各々が三河の入った看板を掲げ、これが庶民の代名詞となった。
現在では、八百屋同様、コンビニエンスストアに押されて閉めるものが増え、その数は昭和時代に比べかなり数を減らしているが、コンビニエンスストアで酒が扱えない時期に於いて、酒類販売の免許を基に酒類の扱えるコンビニエンスストアに転業（フランチャイズ加盟）し、改装したものも多い。ちなみにアニメ「サザエさん」で有名な「三河屋」の実際のモデルになった酒屋「三河屋」もコンビニエンスストアに転業して営業している。

## 商号としての三河屋
商号で三河屋を名乗る店には味噌、醤油など他に佃煮等を扱う店も多い。なお、味噌、醤油等を扱っていない場合でも、三河屋を名乗る場合が多い。店の起源が三河地方出身者によるもの若しくは上記のものを扱っていた頃の名残のものなどである。千葉県松戸市にも同名の佃煮を扱った老舗が有り、江戸時代中期に遡ることが出来る。この外、旅館業、屋形船など様々な分野で見ることができる。